# Сухарев, Пётр Ермолаевич
Пётр Ермолаевич Сухарев — советский военный, государственный и политический деятель, генерал-майор.

## Биография
Родился в 1897 году в Касимове. Член КПСС с 1919 года.
С 1916 года — на военной службе, общественной и политической работе. В 1916—1946 гг. — участник Первой мировой войны, участник Гражданской войны, участник борьбы с басмачеством, участник советско-финской войны, начальник политотдела спецчастей гарнизона города Калинина, участник Великой Отечественной войны, военный комиссар 379-й стрелковой дивизии, член Военного Совета 41-й армии, начальник политотдела тыла Степного фронта, член Военного совета 5-й гвардейской армии.
Умер в Москве в 1971 году.